# 404Billy
404Billy，本名Benjamin Saunier，1995年1月11日出生于法国维利耶勒贝勒，是一名法国男歌手。

## 生平
404Billy出生于维利耶勒贝勒，其父亲是一名塞内加尔裔音乐家，在后者的影响下，404Billy从小开始呈现出对音乐的兴趣，11岁时第一次进行文字创作，17岁时决定完全投入音乐生涯。404Billy的首个作品《Hostile》于2018年出版发行。

## 作品风格
404Billy的作品主题多与巴黎近郊青年生活及家庭有关，因其歌词中含有较为丰富的细节描写而受到关注。

## 专辑
- 《Hostile》（2018年）
- 《Processe》（2019年）
- 《Supernova》（2019年）
- 《100》（2021年）
- 《SAMO》（2025年）

## 争议
404Billy曾长期与加蓬歌手邦雅曼·埃普斯合作，然而两人于2023年分道扬镳，404Billy特意写了一首长达八分钟的《PINOCCHIO EPEMBIA》对埃普斯进行辱骂。